# Београдска операција
Београдска операција (или Београдска офанзива) представља једну од највећих и најзначајнијих битака на Балкану у Другом светском рату. Операција је трајала од 12. до 20. октобра 1944. године и представљала је део опсежног оперативног плана Трећег украјинског фронта Црвене армије и Прве армијске групе НОВ и ПОЈ, надовезујући се без застоја на операције у источној Србији и настављајући се гоњењем непријатеља кроз Срем. Здружене јединице НОВ и ПОЈ и Црвене армије нанеле су у овој операцији немачкој Групи армија Србија тежак пораз, ослободиле Београд, главни град Југославије и велики део Србије.
Београдском операцијом окончана је 1287 дана дуга немачка окупација главног града Југославије. Београд је по ослобођењу постао војни, политички и административни центар и седиште владе нове Демократске Федеративне Југославије.

## Појам
Појам Београдска операција (рус. Белградская операция), односно Београдска стратешка офанзивна операција (рус. Белградская стратегическая наступательная операция), различито се тумачи у југословенској/српској и совјетској/руској историографији. Ранија југословенска, а данашња српска историографија Београдску операцију описује као борбе за ослобођење Београда, од 11. до 22. октобра, односно у ужем смислу од 14. до 20. октобра 1944. године. Совјетска, а касније руска историографија, Београдску операцију описује као борбе вођене од 28. септембра до 20. октобра, односно од преласка јединица Црвене армије, из Румуније и Бугарске, на територију Југославије до коначног ослобођења Београда. Поједини руски историчари, за почетак операције узимају 15. септембар, пошто су јединице 17. ваздухопловне армије, од 15. до 21. септембра вршиле ваздушне прелете на железничке мостове и друге важне објекте у регионима Ниша, Скопља и Крушевца, у намери да спрече повлачење немачких трупа из Грчке и јужних делова Југославије. Такође, совјетска/руска историографија, Београдску стратешку офанзивну операцију, не описује само као борбе вођене у ширем рејону Београда, већ на читавој територији Србије, укључујући и операцију за ослобођење Ниша.
Различито сагледавање времена и простора операције, огледа се и у различитом навођењу ангажованих јединица, као и губитака, с обзиром да је само део јединица 57. армије Трећег украјинског фронта, односно 75. стрељачки и 4. механизовани корпус, учествовао у непосредним борбама за ослобођење Београда, док је 68. стрељачки корпус учествовао у борбама за ослобођење централне, а 64. стрељачки корпус за ослобођење јужне Србије. Такође, у борбама за ослобођење јужне Србије учествовале су и јединице Прве и Друге армије Бугарске народне армије, које се такође наводе као учеснице Београдске стратешке офанзивне операције.

## Стратешки значај Србије и Београда
Са војно-стратешког становишта, Србија представља кључну област Балкана, јер кроз Дунавску, Моравску и Ибарску долину пролазе најважније саобраћајнице. Немачка је окупирала Балкан 1941. а након губитка Африке у мају 1943. била је приморана да организује одбрану. Без држања виталних комуникација било би немогуће држање положаја на јужном Балкану и била би јако отежана координација између Групе армија Е у Грчкој и Друге оклопне армије у Југославији. Београд је кључна раскрсница балканских комуникација. Због овога је немачка Команда југоистока улагала велике напоре у одбрану комуникација у Србији током целе 1944, организујући првенствено офанзивне операције против концентрација снага НОВЈ које су претиле угрожавањем позиција у Србији.
Србија је такође представљала важан привредни и људски ресурс, а Београд је био главни град савезничке Југославије у којој је нацистичка Немачка имала неугодног непријатеља.
Западни савезници придавали су велики значај Балкану и Србији. До угрожавања немачких положаја у Србији дошло је међутим са истока.

## Оперативна ситуација на Балкану пред Београдску операцију
У Београду је био смештен немачки штаб Команде југоистока. Под његовом командом налазиле су се две крупне оперативне формације: Друга оклопна армија (Немачка) у Југославији (без Словеније), и Група армија Е у Грчкој, свака са преко 300.000 војника јачине. Такође, Команда југоистока располагала је полицијско-заштитним и сателитским трупама под командом генерала Фелбера у Србији.
НОВЈ је у Србији имала на располагању 5 дивизија и већи број самосталних бригада и партизанских одреда. Радило се углавном о новоформираним јединицама, недовољно попуњеним, веома оскудно опремљеним и са малим борбеним искуством. Ове јединице су ипак представљале значајну претњу виталним комуникацијама. Штаб генерала Фелбера организовао је против њих у јулу 1944. две узастопне офанзиве: „Трумпф“ и „Халали“ (Јабланичко-топличка операција), у којима су поред немачких, учествовале бугарске, четничке и Недићеве снаге.
Свестан војне и политичке важности Србије, Врховни штаб НОВЈ настојао је да снаге у Србији ојача убацивањем искусних јединица из Санџака и источне Босне. Против њихове концентрације 2. оклопна армија предузела је Андријевичка операција у јулу и Дурмиторска операција у августу 1944. Јединице НОВЈ успеле су да се ослободе притиска и да почетком августа са три дивизије продру преко реке Ибар на исток, а почетком септембра са Првим пролетерским и Дванаестим корпусом у западну Србију. Немачке планове за супротстављање овој групацији омели су догађају на истоку.
Победа Другог и Трећег украјинског фронта Црвене армије над немачком Армијском групом „Јужна Украјина“ у Јашиско-кишињевској операцији 20-26. августа 1944. изазвала је преврат у Румунији која је склопила примирје са Совјетским Савезом и објавила рат Немачкој. Избијање Црвене армије на бугарску границу изазвало је сличан развој и у Бугарској 5-9. септембра. Немачки витални положаји у Србији изненада су постали изложени удару Црвене армије и бугарске војске.
Немачка врховна команда је била принуђена да формира одбрамбену линију на источној граници Југославије. Тај фронт требало је да поседну јединице Групе армија Е из Грчке. Ради потреба новоствореног фронта и да се избегне ризик од одсецања, немачка врховна команда одлучила се на постепену евакуацију Грчке почев од 1. септембра 1944.
Међутим, покушај правовременог пребацивања АгЕ из Грчке у Србију завршен је неуспехом. У заједничкој операцији „Ретвик“ (Ratweek) јединице НОВЈ у координацији са савезничким ваздухопловством темељно су уништили путеве, пруге и саобраћајну инфраструктуру на главним правцима. Предњи ешелони Групе армија Е током целог септембра обезбеђивали су пролаз кроз Македонију у борбама против НОВЈ и бугарских делова који су прешли на страну Савезника. Најдаља тачка њиховог пробоја на север према моравској комуникацији било је Врање, које су досегли тек 10. октобра. Комуникација долином Река Вардара и Јужне Мораве је пресечена и избачена из употребе. Почела је трка с временом у којој је Команда југоистока вукла изнуђене потезе.
Из Грчке је у Банат, уз знатне тешкоће и застоје, пребачена 4. СС полицијска оклопна гренадирска дивизија (железницом преко Косовске Митровице) и јуришни пук „Родос“ (авионским транспортом), а за њима се пробијала 117. ловачка дивизија. Остале снаге морала је обезбедити 2. оклопна армија из Југославије. Почетком септембра пребачена је из Санџака у источну Србију 1. брдска дивизија, а 7. СС дивизија померена је у долину Мораве. Привучени су још делови дивизије „Бранденбург“ и 92. моторизовани пук, а 118. ловачка дивизија се средином октобра још увек по деловима извлачила из Далмације. Од припадника Вермахта који су се затекли у Београду формиран је пук „Тврђава Београд“. Ове јединице стављене су на располагање војноуправном команданту у Београду генералу Фелберу. Те јединице, уз полицијске и квислиншке снаге које су му и пре биле подређене, требало је да послуже за одбрану Србије од удара Црвене армије и НОВЈ.

## Септембарске операције НОВЈ

### Активности НОВЈ изван Србије
Повољан развој ситуације на фронтовима крајем лета 1944. довео је до новог замаха и ширења Народноослободилачког покрета. Услед тога, и с обзиром на то да је у том периоду дошло до пребацивања неких немачких снага у Србију због приближавања Црвене армије, НОВЈ је у том периоду изван Србије постигла врло значајне успехе. Многа места су коначно ослобођена (Дрвар, Гацко, Приједор, Јајце, Доњи Вакуф, Бугојно, Горњи Вакуф, Тузла, Хвар, Брач, полуострво Пељешац, Беране, Никшић, Билећа, Требиње, Бенковац, Ливно, Дубровник...), а многа друга привремено (Тешањ, Теслић, Славонска Пожега, Зворник, Дарувар, Пакрац, Колашин, Бијело Поље, Бањалука, Пљевља, Вировитица, Вишеград, Травник...) током септембра или првог дела октобра 1944. Ова дејства НОВЈ, нарочито офанзива за ослобођење Далмације и Друга бањалучка операција онемогућиле су извлачење крупнијих снага Друге оклопне армије за Београдску операцију и даља дејства у Панонији.

### Операције НОВЈ у Србији
Почетком септембра снаге XIII и XIV корпуса НОВЈ у источној Србији и долини Мораве покренуле су интензивне активности на немачке гарнизоне и комуникације.
У међувремену су јаке снаге Титових банди запоселе долину Тимока и после жестоких борби заузеле Зајечар. 
23. дивизија заузела је Зајечар 7. септембра 1944. 22. дивизија 8. септембра 1944. ушла је у Врање, а 24. дивизија нападала је Лесковац три пута између 30. августа и 18. септембра.
Први пролетерски корпус НОВЈ савладао је крајем августа немачке запречне мере (операција „Рибецал“) и у наступном маршу разбио четничку главнину ојачану деловима СДК и СДС и слабије немачке делове у западној Србији и 12. септембра ослободио је Горњи Милановац, 15. септембра Ваљево, а 21. септембра Аранђеловац.
Дванаести војвођански корпус НОВЈ под јаким притиском 7. СС дивизије форсирао је Дрину 5/6. септембра и наступајући на левом крилу Првог пролетерског корпуса, разбио операцију „Циркус“ снага пуковника Јунгенфелда и четника, овладао Подрињем и крајем септембра избио на реку Саву.
Средином септембра Пета крајишка и 21. српска дивизија прешле су Западну Мораву код Пожеге и предузеле нападе на непријатељске гарнизоне и комуникације у Шумадији са ослонцем на десно крило Првог пролетерског корпуса. Од снага XII корпуса ојачаног 11. крајишком и 28. славонском дивизијом, Првог пролетерског корпуса и Пете и 21. дивизије Врховни штаб формирао је Прву армијску групу под командом Пека Дапчевића и дао јој непосредан задатак да у садејству са снагама Црвене армије ослободи Београд.
Прво је требало пресећи комуникације и успоставити везу са Црвеном армијом. Међутим, Немци су огорчено бранили положаје и комуникације на прилазима Београду, па су се развиле интензивне борбе. У последњој декади септембра немачке снаге покушале су офанзиван удар против снага НОВЈ, наступајући са 1. и 2. пуком Бранденбург из Тополе и Лазаревца на југ, и 14. СС пуком из долине Западне Мораве на север.
Испоставило се, међутим, да су ангажоване снаге биле преслабе и нарочито су моторизовани батаљони „Бранденбург“ имали знатне губитке у планини Рудник, од огорченог и борбеног непријатеља. 
Прва пролетерска дивизија 2. октобра 1944. ослободила је Уб и Вреоце. Пета дивизија ноћу 4./5. октобра 1944. потисла је Немце из Тополе. Борбе за Тополу са немачким деловима трајале су све до 12. октобра 1944, до пристизања снага Црвене армије.

## Борбе за Београд

### Уводне борбе
- У контексту битке за Србију, немачки план активне одбране крупним операцијама на граници Србије у августу је претрпео неуспех[9][10], НОВЈ је покренула офанзиву широм Србије, потискујући слабије немачко-четничко-добровољачке снаге.
- Са друге стране, у другој половини августа Црвена армија је у Јаши-кишињевској операцији разбила немачко-румунску Групу армија Јужна Украјина, што је довело до испадања из рата Румуније, а затим и Бугарске, и крајем септембра знатне снаге Црвене армије појавиле су се на источним границама Србије.
- Комбиноване копнене трупе НОВЈ и савезничке ваздухопловне снаге извеле су у првој недељи септембра операцију Ратвик, која је растројила и паралисала немачки саобраћај. Ово је омогућило још интензивније активирање снага НОВЈ, које су развукле и вишеструко везале немачке дивизије из Грчке у покрету на север. Тиме је оперативно подручје Београдске операције ефикасно изоловано са југа (више информација у чланцима Операција Ратвик и Пробој Групе армија Е из Грчке).

### План операције

#### План напада Црвене армије и НОВЈ
Црвена армија окончала је крајем августа замашну операцију у Молдавији. За месец дана није било могуће оспособити путеве, обезбедити ресурсе, маршевима пребацити одговарајуће војне снаге и одговарајуће резерве ратног материјала на границу Србије. 25. септембра на линији од велике окуке Дунава према југу биле су прикупљене релативно скромне снаге од три ојачана стрељачка корпуса (75, 68. и 64, са севера на југ), односно око 80.000 људи.
Ипак, донета је одлука за енергично наступање. Мотив за офанзиву састојао се у томе да се максимално искористи остварена изолација Групе армија Е на југу, чиме је омогућена локална надмоћ.
План за напад који је направио штаб Трећег украјинског фронта одликовао се максимално рационалним коришћењем распореда борбених ресурса Црвене армије и НОВЈ:
- Ојачани стрељачки корпуси добили су задатак да фронтално потискују у уништавају Немце.
- За то време требало је да из дубоке позадине прикривено буде довучен 4. гардијски механизовани корпус, и да, кроз брешу коју ће му циљано отворити пешадијске снаге, усиљеним маршем форсира Велику Мораву, и на тај начин у Шумадији, спојивши се са прикупљеним снагама НОВЈ, формира надмоћну оклопно-механизовану пешадијску борбену групу.

Овим планом требало је остварити вредне и амбициозне циљеве:
- Ојачавањем групације НОВЈ у Шумадији оклопном техником и ватреном моћи, изманеврисана је немачка одбрана у источној Србији, и тежиште главне претње Београду са источног пребачено на јужни и југозападни правац.
- На тај начин је главна немачка групација - она у источној Србији - доведена у положај да, уместо да буде на линији фронта, буде опкољена и присиљена да се, угрожена из свих праваца, пробија ради пуког спашавања живе силе.
- Добро усмереним ударом којим је формирано тежиште западно од Мораве уједно је сломљена моравска комуникацијска линија и линија одбране, чиме је сломљена кичма немачког положаја на Југоистоку. Уместо да се узастопним борбама од линије на Тимоку, преко линије планинских масива у источној Србији, организовано повлаче на главну одбрамбену линију на Морави, немачка одбрана је овим ударом суштински растројена, а следећа главна линија одбране у перспективи могла је бити формирана тек на Дрини. Тиме је Београд изгубио значај утврђеног града и средишњег чвора линије одбране. Од тада је његово држање имало значај одржавања мостобрана у циљу прикупљања одсечених немачких група које су се повлачиле.

#### План и припрема немачке одбране
Команда Југоистока је, након неуспеха у спречавању снага НОВЈ да продру у Србију, планирала операције којима би њена оперативна група уз помоћ ЈВуО током септембра разбила снаге НОВЈ у Србији. Међутим, појава претходница Црвене армије натерала је Команду Југоистока да своју оперативну групу током септембра пребаци у источну Србију, тако да је у централној и западној Србији терет одбране од НОВЈ пао на ЈВуО и СДК, уз недовољну помоћ Немаца.
Истовремено, у складу са инструкцијом Врховне команде о прикупљању и етапном пребацивању снага Групе армија Е, почео је транспорт снага са југа. Током септембра успешно је из Солуна пребачена у Банат 4. СС полицијска оклопна дивизија, док је следећа - 117. ловачка - заустављена од стране НОВЈ у Шумадији и пресечена на два дела.
Према Хитлеровом наређењу од 3. октобра 1944, Команда Југоистока требало је да помоћу Групе армија Е и делова Друге оклопне армије успостави фронт главном линијом Скадар - Скопље - Ђердапска клисура (такозвана плава линија). Међутим, покрет Групе армија Е био је у застоју, а извлачење релативно малих делова са подручја 2. ОклА довело је до значајног губитка територија и позиција (видети у чланку Офанзива НОВЈ у западним крајевима Југославије септембра 1944.).
Истовремено, уочивши наступање 46. совјетске армије у Банату првих дана октобра, немачки штаб претпоставио је да се ради о планском концентричном наступању на систем одбране Београда из два правца: са североистока совјетским снагама, те са југа и југозапада снагама НОВЈ. У тим околностима, извршене су припреме за одсудну одбрану Београда. Распуштена је Недићева влада и целокупну управу преузео је у своје руке немачки командант Србије. Недићеве снаге и корпуси ЈВуО, који су били од користи у ометању НОВЈ на терену., као бескорисни у одсудним фронталним борбама, транспортовани су возовима и камионима 3-5. октобра из Београда у Чачак и Краљево. Тамо су Недићеве снаге преформиране у Српски ударни корпус и стављене под Михаиловићеву команду.
У самом Београду и околини предузете су све мере за одсудну одбрану. Формирани алармни пук Фесте Белград (  - Тврђава Београд) ојачан је и преформиран у дивизију под истим именом (касније: Дивизија Штефан. Од довучених снага за одбрану формиране су две корпусне групе: северна под командом генерала Вилија Шнекенбургера, и јужна, под командом Фридриха Вилхелма Милера. Команду над њима и над „Тврђавом Београд“ обједињавао је генерал Аугуст Фелбер, војноуправни командант Југоистока и командант Групе армија Србија (од 6. октобра 1944) Извршени су опсежни радови на утврђивању.

### Наступање Црвене армије у источној Србији
Дана 22. септембра 75. стрељачки корпус форсирао је Дунав у области велике окуке између Текије и Кладова и прешао у наступање. Овим наступањем испровоцирана је концентрација и противнапад главнине немачких снага у источној Србији који је започео 25. септембра. 28. септембра прешао је у наступање 68. стрељачки корпус у области између Дунава и Зајечара, а 64. стрељачки корпус јужно од њега. Ове јединице су тако угрозиле бочне комуникације и позадину немачких јединица које су вршиле напад на 75. корпус. Немци су тако натерани да пређу у одбрану. 75. корпус повезао се са 25. дивизијом НОВЈ, 68. корпус са 23, а 64. корпус са 45. дивизијом, које су пресецале комуникације у непријатељској позадини. На тај начин немачка одбрана изломљена је у низ слабо повезаних сектора и отпорних тачака.
Искористивши везаност немачких групација у одбрани на гребену планине Дели Јован и у одбрани Зајечара, 68. корпус Црвене армије је у међупростору продубио продор у правцу Петровца на Млави и долине Велике Мораве. 4. гардијски механизовани корпус маршом је довучен у непосредну позадину фронта. Кад је немачки отпор у Зајечару после седмодневних борби 8. октобра коначно сломљен, догађаји су се низали филмском брзином. Ујутро 10. октобра посебно оформљени одред 93. стрељачке дивизије у драматичној акцији освојио је 30-тонски мост на Великој Морави код Велике Плане и на левој обали формиран је мостобран. Упоредо са немачким покушајима ликвидације мостобрана, који су пропали великим делом услед дејства јединица НОВЈ у полазном рејону, 4. гардијски механизовани корпус извршио је марш преко Зајечара, Петровца и поседнутог моста на леву обалу Велике Мораве. До 12. октобра ту је формирана групација од две стрељачке дивизије, четири моторизоване бригаде и једне тенковске бригаде. Овим је немачка одбрана источне Србије учињена беспредметном, а јединице источно од Велике Мораве доведене у опасност од опкољавања. Непосредно је следио напад на Београд.

### Ангажоване снаге у Београду
Са немачке стране, у борбама за Београд учествовале су две групације: у самом граду и околини била је распоређена борбена група „Шнекенбургер“, названа по команданту генералу Вилију Шнекенбургеру (Willi Schneckenburger, погинуо 13. октобра 1944). Њу су сачињавале следеће јединице:
1. 2 батаљона 750. пука 118. ловачке дивизије
2. Пук „Тврђава Београд“ (касније Дивизијска к-да за посебне намене „Штефан")
3. Бригада „фон Рудно"
4. делови 737. пука 117. ловачке дивизије
5. допунски батаљон 7. СС дивизије „Принц Еуген“
6. 28. ландесшицен-батаљон
7. неколико полицијских батаљона
8. један рударски заштитни батаљон из Костолца
9. 38. моторизовани противавионски артиљеријски пук
10. неколико дивизиона артиљерије 2. оклопне армије
11. 202 тенковски батаљон
12. делови 5. моторизованог полицијског пука

Укупна јачина ове комбиноване групације износила је близу 20.000 људи, 40 тенкова и око 170 топова и минобацача.
У источној Србији на пробоју према Београду налазила се борбена група "Штетнер" (Walter Stettner Ritter von Grabenhofen, погинуо 18. 10. 1944). Њу су сачињавали:
1. 1. брдска дивизија
2. 2. пук „Бранденбург“
3. 749. пук 117. ловачке дивизије
4. 117. извиђачки батаљон
5. један батаљон 7. СС дивизије
6. делови полицијских јединица из источне Србије

Укупна јачина ове групације износила је преко 20.000 људи, 35 тенкова и око 150 топова и минобацача.
У ослобађању Београда учествовале су следеће јединице Црвене армије:
1. 4. гардијски механизовани корпус под командом генерал-потпуковника Жданова, састава: 13, 14. и 15. механизована и 36. тенковска бригада, 230. хаубички артиљеријски пук, 140. минобацачки пук, 58. пук гардијских минобацача, 42. ловачка противтенковска артиљеријска бригада, 22. противавионски артиљеријски дивизион и 218. самостални инжењеријски батаљон
2. 5. самостална гардијска моторизована бригада
3. 73. стрељачка дивизија
4. 236. стрељачка дивизија
5. гардијски механизовани корпус је, заједно с јединицама ојачања, имао у своме саставу 17.022 борца, 160 тенкова, 21 самоходно артиљеријско оруђе, 31 оклопни аутомобил, 366 топова и минобацача. Стрељачке дивизије имале су између 7.500 и 8.000 бораца.

Прву армијску групу НОВЈ, под командом генерал-лајтнанта Пека Дапчевића, сачињавале су:
1. Прва пролетерска дивизија
2. Пета крајишка дивизија
3. Шеста личка пролетерска дивизија „Никола Тесла“
4. 11. крајишка ударна дивизија
5. 16. војвођанска ударна дивизија
6. 21. српска ударна дивизија
7. 28. славонска ударна дивизија
8. 36. војвођанска ударна дивизија

У операцији је такође садејствовала 23. српска ударна дивизија. Ове јединице су на дан 5. октобра имале 32.000 бораца под оружјем. Захваљујући константном приливу добровољаца, овај број се до 14. октобра повећао на око 40.000.

### Ток борби
Главне снаге 4. гардијског механизованог корпуса (36. гардијска тенковска и 13. и 14. гардијска механизована бригада) 12. октобра преподне састале су се у рејону Наталинаца (12 km источно од Тополе) с јединицама 4. српске бригаде 21. српске дивизије НОВЈ.
Укрцавши на тенкове један батаљон те бригаде, 36. гардијска тенковска бригада, потискујући осигуравајуће делове непријатеља, ускоро је избила пред Тополу, јако непријатељско упориште на путу Београд — Крагујевац. На прилазима граду, поред 10. бригаде 5. дивизије, водиле су борбу 13. бригада 1. пролетерске дивизије и Друга крајишка бригада 17. дивизије НОВЈ.
Вест о доласку совјетских јединица изазвала је велико одушевљење код југословенских бораца.
"Одушевљење је достигло врхунац кад нам је командант батаљона саопштио да ћемо ићи на Београд заједно с Русима“, — прича један борац из 4. српске бригаде 21. ударне дивизије НОВЈ, — „брзо смо се укрцали на тенкове и слили у реку борбених возила 4. гардијског механизованог корпуса“.
Здруженим ударом, јединице Црвене армије и НОВЈ у једночасовној борби ослободиле су Тополу и наставиле под непрекидном борбом марш према северу.
У рејону Белосаваца, 9 km северно од Тополе, немачки Дивизион јуришних топова СС-дивизије „Принц Еуген“ је из самоходних оруђа 75 mm отворио јаку ватру на челне јединице 36. гардијске тенковске бригаде. Не прекидајући кретање, предњи делови бригаде извршили су напад на непријатељски положај и савладали немачки отпор. Истог дана касно поподне бригада је избила пред Младеновац, у коме је већ водила борбе Трећа крајишка бригада. На јужној ивици Младеновца, дуж северне обале речице Луга и даље, дуж насипа железничке пруге, немачке јединице су припремиле одбрамбену линију, а сам град су уредиле за кружну одбрану. Артиљерија корпуса, која је под заштитом мрака померена што је могуће ближе предњем крају непријатељске одбране, извршила је јак ватрени налет, после чега су тенкови, са десантом аутоматичара, извршили муњевити јуриш на непријатељске положаје. У незадрживом налету совјетске технике и југословенске пешадије за два сата сломљен је отпор непријатеља и ослобођен Младеновац. За то време 6. дивизија НОВЈ ослободила је Рипањ и уништила оклопни воз.
У току 13. октобра комбинованим снагама савладани су организовани немачки одбрамбени положају у области Авале. Према немачким подацима уништено је чак 29 тенкова, али темпо напада није јењавао.
Најзначајнији догађај одиграо се на североисточном правцу. У току ноћи 13/14. октобра, у околини Болеча 15. гардијска механизована бригада из покрета је извршила напад у бок и позадину моторизованог пука дивизије „Бранденбург“, који се повлачио према Београду. Исти одбрамбени сектор из другог правца напале су 5. самостална гардијска механизована бригада и 1. крајишка бригада НОВЈ. Након осмочасовне огорчене борбе немачки отпор је сломљен. Тиме је пресечена веза између групације „Шнекенбург“ на територији Београда и групације „Штетнер“ која се концентрисала у области Смедерева са намером да продре према Београду. Ова победа определила је даљи ток дејстава.

### Завршна фаза операције
Дана 14. октобра 1944. београдска операција је ушла у завршну фазу. На ободу града из свих праваца концентрисале су се нападне снаге: XII корпус НОВЈ са запада и југозапада, десно од њега, са југа, Први пролетерски корпус, са истока 5. и 21. дивизија НОВЈ. Ове јединице су на лицу места формирале комбиноване нападне саставе са деловима оклопних и механизованих јединица Црвене армије.
У току преподнева 14. октобра Прва пролетерска дивизија ојачана совјетским тенковима освојила је бањички вис и наставила напредовање у правцу Аутокоманде и Славије.
Тек пред поноћ избисмо надомак Аутокоманде. Од јаке експлозије ту, на цести, плануше два совјетска тенка, горе као да су од луча. Група Њемаца сачекала их панцерфаустима, а затим покушала да побјегне у ноћ. Запаљени су трећи и четврти тенк (два прва је група пропустила да прођу).
Ова група, тројица Њемаца, налетјела је на вод Вида Јовићевића, који их је већ био прошао. Ухваћени су сви тројица. Од експлозије, поред тенка ми је погинуо један борац, један од оних Космајаца који су нам се на Златибору прикључили.

Овдје, на излазу из Јајинаца, сјетих се борбе коју смо 1944. водили на Имљанима. Пет бораца је погинуло док смо извукли рањеника, који је послије два сата умро. А сада посматрам тенкове — буктиње у којима посаде запомажу и моле за помоћ. Нико им се не примиче. Остали тенкови обилазе буктиње и продужавају напријед. Посаде су изгореле с тенковима. 
Долином Топчидерске реке нападала је 13. механизована бригада Црвене армије и Шеста пролетерска дивизија. Овим продором изолована је и опкољена групација пуковника Цимермана на Чукарици. Након избијања на реку Саву, продужиле су напад према железничкој станици и савском мосту. Немци су концентрисали снаге и противнападом одбацили Совјете и Југословене од ове виталне саобраћајне тачке.
Током 14. и 15. октобра већи део града био је ослобођен. Непријатељ се држао само у његовом северозападном делу, на линији: железничка станица „Дунав“ — Ботаничка башта — Народна скупштина — Теразије — блок зграда министарстава — Главна железничка станица, као и на Чукарици, где су немачке јединице биле одсечене од својих снага у граду.
Дана 15. октобра увече испољио се напад групе "Штетнер" из правца Смедерева на положаје 5. и 21. дивизије НОВЈ и совјетске јединице у захвату смедеревског друма према центру града. Ове јединице су на сваки начин тежиле да се споје са групацијом која се бранила у центру града. Оне су са изузетном упорношћу продирале преко Звездаре, дуж Булевара краља Александра и преко Коњарника. Развиле су се изузетно оштре борбе. Њихов напад је заустављен уз велике губитке. Током 16. октобра Друга пролетерска бригада НОВЈ и 36. гардијска тенковска бригада Црвене армије предузеле су противнапад на ову групацију, окружили и уништили један њен део у околини школе „Војислав Илић“.
Током 16. октобра снаге групе „Штетнер“ наставиле су са још већом решеношћу и по цену великих губитака нападе усмерене на продор у центар града. Ови напади сломили су се о одлучну одбрану совјетских и југословенских снага.
Суочен са драматичним губицима и суочен са извесношћу неуспеха, генерал Штетнер одлучио се на маневар. Напустивши сву механизацију, 17. октобра усмерио је своју групацију јужно од Београда, са намером да покуша продор у Београд са југа, долином Топчидерске реке. Истовремено, 17. октобра ујутро, ојачане снаге из Београда покренуле су напад у правцу југа, у сусрет Штетнеровој групацији. Овај напад је међутим одбијен.
Штетнерова формација наишла је на линији реке Болечице на положаје 21. српске дивизије и успела да их потисне. Међутим, у рејон планине Авале правовремено је из Београда упућена 11. ударна дивизија НОВЈ. На источном крају Београда, иза фронта 21. дивизије, концентрисале су се такође снаге 5. ударне дивизије, 15. гардијске механизоване бригаде и 5. самосталне гардијске моторизоване бригаде. Током 18. и 19. октобра из Београда су извучене 16. и 36. дивизија у циљу пресретања Штетнерове групације.
У сукобу са овим снагама група генерала Штетнера разбијена и великим делом уништена. Генерал Штетнер погинуо је у борбама на Авали 18. октобра, а његове преостале снаге наредних дана у групама су се пробијале према немачком мостобрану у Шапцу, нападане и уништаване од јединица XII корпуса и 31. српске бригаде.
Током 17. и 18. октобра, продирући у правцу Калемегдана, 8. бригада 1. пролетерске дивизије, заједно с јединицама Црвене армије, дошла је до зграде „Албанија“, а Прва пролетерска бригада освојила је зграду Народног позоришта и Ратнички дом. Борбе су се водиле из улице у улицу, од куће до куће, и унутар зграда. Група бораца Прве пролетерске упала је у зграду Народног позоришта из улице Браће Југовића, под ватром се пребацила кроз позоришну салу и, једно по једно, ручним бомбама уништила групе Немаца у предњем делу зграде и на спрату.
1. бригада 6. пролетерске дивизије ликвидирала је отпор у неколико утврђених зграда код цркве и фабрике шећера на Чукарици. Јединице 17. бригаде 28. дивизије НОВЈ, у садејству са четом совјетских бораца, заузеле су фабрику шећера.
До краја дана 18. октобра, после жестоких петодневних уличних борби, непријатељ је у граду био притиснут ка Сави. Посебно крваве борбе водиле су се за јако утврђену зграду Министарства саобраћаја (данас Железнички музеј), Главну железничку станицу, хотел „Москву“, Градску општину и Радионицу војне одеће. До краја 19. октобра непријатељ је држао у својим рукама само Калемегдан, зграду „Албанија“, Теразије, ужи рејон Савског моста и Чукарицу. Затим је почео да напушта и ова последња упоришта, ужурбано пребацујући своје трупе на леву обалу Саве.
У ноћи 19/20. октобра заузета је зграда „Албанија“, у то време највиша у Београду. Борац Миладин Петровић је, ризикујући живот, на згради истакао тробојку с црвеном петокраком.
У зору 20. октобра преостале немачке снаге из Београда ужурбано су се повлачиле преко савског моста на леву обалу, ометани од совјетске авијације и артиљерије. Инжињерци су извршили припреме да по повлачењу својих јединица, сруше мост. Међутим, овај план омео је пензионисани учитељ Миладин Зарић. Он је становао у близини моста, у Карађорђевој улици бр. 69. Пошто је имао минерско искуство из Балканских ратова, уочио је прави тренутак, изашао на мост и пресекао проводнике.
Немачко изненађење одмах су искористили делови 13. гардијске механизоване бригаде и делови 814. и 211. стрељачког пука Црвене армије, Прва личка и 13. пролетерска бригада, пребацили се преко моста и, уз подршку артиљерије са Калемегдана, формирали мостобран на левој обали Саве. У току пребацивања Немци су покушали неколико самоубилачких напада на мост, али без успеха.
У вечерњим часовима је предузет последњи покушај разарања Савског моста. Одважни продор једног камиона, напуњеног експлозивом, под заштитом 4 јуришна топа, доспео је, додуше, кроз непријатељске редове све до почетка моста, али су тамо камион, као и 2 пратећа јуришна топа, погођени концентрисаном ватром противтенковских топова. Услед паљења товара у камиону, мост је поново био само незнатно оштећен. 
Током ноћи 20./21. октобра борбена група „Цимерман“ са Чукарице пребацила се чамцима на леву обалу Саве, где је нападнута и делимично разбијена од Прве личке бригаде.

## Резултат операције
Двадесетог октобра, након шестодневних тешких борби, Београд је био коначно слободан. Мноштво грађана изашло је на улице да би одушевљено поздравило ослободиоце.
У борбама за ослобођење Београда од 14. до 20. октобра погинула су 2.953 борца НОВЈ и око 960 црвеноармејаца. Већина погинулих бораца сахрањена је на Гробљу ослободилаца Београда. Између осталих, погинули су:
- политички комесар Пете крајишке (козарске) НОУ бригаде Махмут Ибрахимпашић Машо, народни херој
- комесар Првог батаљона Прве пролетерске бригаде Блажо Попивода, народни херој
- заменик команданта Првог батаљона Прве пролетерске бригаде Душан Милутиновић, народни херој
- командант Четвртог батаљона Друге личке бригаде Милан Дракулић
- командант Четвртог батаљона Осме црногорске бригаде Милисав Ђуровић, народни херој
- командант Четвртог батаљона 21. славонске бригаде Стојан Рекић
- заменик команданта Другог батаљона 21. славонске бригаде Станко Милошевић
- начелник штаба 21. славонске бригаде Петар Окулић
- командант Првог батаљона Прве личке бригаде Јандре Жунић
- политички комесар Другог батаљона Прве личке бригаде Јово Ћопић

Орденима и медаљама Совјетског Савеза за подвиге током операција одликовано је око 300 бораца НОВЈ.
Немачке оружане снаге имале су око 15.000 погинулих, међу којима обојица командујућих генерала, и око 9.000 заробљених. Према званичним информацијама поводом 10 година Београдске операције, немачке снаге су имале 16.799 мртвих и 8.739 заробљених.
Током операције ослобођена је целокупна територија Србије северно од долине Западне Мораве и источно од Велике и Јужне Мораве. Група армија Србија, специјално образована за одбрану Србије, тешко је поражена, нанети су јој ненадокнадиви губици и избачена је са свог терена. Командант Југоистока је 3. новембра расформирао је штаб Групе армија Србија и изразио признање и захвалност штабу и јединицама на јуначком отпору надмоћним снагама. Над немачким снагама у Срему преузео је команду штаб LXVIII корпуса. Ометен је план врховне команде Вермахта о стварању фронта на источној граници Србије, угрожено је извлачење Групе армија Е из Грчке и створена је повољна основица за даље офанзивне акције. Београдска операција била је важан корак у коначном рушењу Нацистичке Немачке.
Ослобођени Београд постао је седиште владе и осталих државних институција нове Југославије. Врховни командант НОВЈ маршал Тито похвалио је и одликовао велики број бораца и старешина јединица НОВЈ и Црвене армије које су учествовале у операцији. Сам Јосип Броз Тито, за време операција ослобађања Београда, није се налазио у Београду и околини. У колони совјетских возила је 16. октобра ушао у у Вршац где је остао до 25. октобра. Тек пет дана по ослобођењу престонице, Тито ће оклопним чамцем совјетске Дунавске флотиле, из правца Панчева, запловити ка Београду. У град је ушао у сумрак, када га је код електричне централе на Дорћолу дочекати возило које ће га пребацити до Дедиња. Испред виле инжењера Ацовића, Титу је рапорт предао генерал Пеко Дапчевић, предајући му и вилу и Београд.
У СССР је 1945. уведена Медаља за ослобођење Београда којом је одликовано око 70 хиљада бораца.

### Значај Београдске операције за одвијање рата
Поред неоспорног привредног и политичког значаја, битка за Београд имала је велик и далекосежан оперативни значај на одвијање рата у Европи. Београд је био кључни саобраћајни чвор за немачке снаге у југоисточној Европи. Успешним и брзим овладавањем овим кључним чвором, савезници (Црвена армија и НОВЈ) довели су Групу армија Е у тешку позицију и изолацију. Овим успехом компромитована је не само од Врховне команде захтевана „плава линија“ Ђердап - Скопље - Скадар, него и потенцијална линија фронта на Морави. Као једина реална линија фронта након пораза у Београдској операцији, наметала се линија реке Дрине. Међутим, на Дрини тада практично није било немачких трупа. Њихова главнина налазила се 300 km југоисточно.
Наслањајући се на овај успех, НОВЈ је успела да паралише готово сваки утицај две немачке стратегијске формације са пола милиона војника - Групе армија Е и Друге оклопне армије - на дејства северно од Драве. То је омогућило продор Трећег украјинског фронта преко Дунава током новембра и децембра 1944, што је довело до кризе укупне немачке одбране. Од новембра до марта Немци су ради санирања ове кризе довлачили трупе из Италије, са западног и са источног фронта у Мађарску. Довођење 6. оклопне армије из Ардена и 4. СС оклопног корпуса са Висле у Мађарску било је од битног значаја за колапс ових фронтова током фебруара и марта 1945. и брзо окончање рата (више информација у чланцима Операција Фрилигсервахен марта 1945. и Офанзива Трећег украјинског фронта у јужној Мађарској.
По завршетку рата Дан ослобођења Београда се славио 20. октобра и установљена је Октобарска награда града Београда која се том приликом додељивала.

## Поступак према заробљеницима и погинулим војницима
Преко 20.000 људи страдало је у оштрим борбама у завршној фази Београдске операције. У овој фази београдско бојиште постало део Источног фронта. Борбе је карактерисала суровост и жестина карактеристична за Други светски рат на тлу Југославије, прожета суровошћу и жестином Источног фронта.
Британски изасланик при Врховном штабу НОВЈ Фицрој Маклејн пластично је описао атмосферу у војскама непосредно након битке:
Од нашег новопеченог пријатеља сазнали смо да је те ноћи крупна непријатељева јединица, која се у одступању и метежу одвојила од главнине, очајнички покушавала да се пробије и пређе део пута на овом месту, како би се придружила немачким снагама у Београду пре но што буде сасвим одсечена. Резултат је био изузетно жестока борба која је читаве ноћи по киши и у мраку беснела на овом делу пута. Сада више није било сумњи у исход. Практично је читава непријатељева јединица од више хиљада људи била уништена. Пут је поново био мање-више слободан. Преостало је само да се униште изолована жаришта отпора.
Сећање на ову победу и покољ непријатеља после тога очигледно је орасположило поручника. Док је испијао топло млеко, његово широко, монголоидно лице озарило се осмехом. Он је, поверио нам се, мрзео Немце више но ишта друго на свету. Борио се против њих већ три године и утврдио да су брутални и нехумани непријатељи. Они су освојили и уништили његово село и заклали му мајку и сестре. Његов једини брат погинуо је у борби против њих. Сад је био срећан што види да су коначно дотучени и смрвљени. У овој последњој бици нису заробили много Немаца. Упитао сам га шта раде са заробљеницима? — Ако се предају у великим групама — рекао је — онда их враћамо у базу; али ако их — додао је — има само неколико, онда се не мучимо — намигнуо је. Питао сам се само колико заробљеника представља већу групу?
Сазнавши сада да је друм пред нама мање-више слободан, наставили смо пут. Досад смо наилазили само на понеки леш, испружен у блату, поред олупина тенкова и топова. Сада су лешеви били нагомилани са стране пута, један преко другог, у сивим униформама Вермахта, неки без чизама и униформи, остављени полуголи; стотине и стотине њих, са изобличеним бледим лицима и укаљани блатом, зеленкастосивим на зеленкастосивој кожи. Док смо пролазили, мучни задах смрти гушио нас је и тешко се осећао у ваздуху.
Јединице које су покушавале да се пробију биле су састављене на брзу руку од остатака неких пет-шест различитих дивизија и, посматрајући мртве, препознавали смо познате ознаке: рунолист „Прве алпске дивизије“ и двоструку муњу дивизије „Принц Еуген“. Коло среће се заиста окренуло откако смо стајали лицем у лице са овим истим јединицама у оним раним, опасним данима у босанским планинама.
Нешто даље прошли смо крај велике групе заробљеника који су ишли у супротном правцу. Многи су били само у кошуљама и гаћама, и тресли су се цупкајући на јесењој хладноћи, лица сивих од ветра и страха, налик на лица њихових мртвих другова. Док смо их посматрали, стражар је скинуо чизме са једног од њих, које су некако остале непримећене, и навукао их, а њихов бивши власник наставио је пут босоног.
Убрзо после тога Вивијен ми показа нешто са стране пута. Окренувши се у правцу у коме је показивао, угледао сам преко стотину тела у редовима, једна преко других, као кегле оборене једном лоптом. Они, очигледно, нису погинули у бици. — Мала група — рече Вивијен.}
После рата југословенске власти уредиле су Спомен-гробље ослободилаца Београда за жртве на страни сила победница. У гробљу је сахрањен знатан део погинулих бораца НОВЈ и готово сви црвеноармејци. Традиционално су на годишњице битке на гробљу одржаване свечаности у част погинулих бораца, којима су присуствовали и гости из Совјетског Савеза. Долазећи у Београд на прославу двадесетогодишњице победе, у авионској несрећи на Авали погинула је група совјетских ветерана на челу са командантом 4. гардијског механизованог корпуса В. И. Ждановим.
Погинули Немци, који су били вишеструко бројнији, покопани су у необележене заједничке гробнице. Поводном 60-годишњице битке и иницијатива у немачкој штампи да се немачки војници коначно достојно сахране, Бранимир Гајић и Милорад Ивановић, новинари Media Focus-а, невладине организације посвећене истраживачком новинарству, спровели су истраживање. Према њиховим налазима, на територији града Београда постоји неколико масовних гробница у којима су покопани немачки војници. Вероватно највећа је на месту стадиона фудбалског клуба „Обилић“ на Лекином брду, испод самог терена, где је сахрањено више хиљада припадника Штетнерове групације. Постоји такође масовна гробница у парку на Аутокоманди, код Звездиног стадиона, и у паркићу код Железничког музеја.

## Галерија
- Борбе око Београда
- Београдска операција
- Немачки војници се повлаче из Београда
- Совјетски тенкови у Београду
- Смотра ослободилаца Београда на Тргу Републике 20. октобра 1944.